# Oude ginkgo in Oude Hortus Utrecht
De oude ginkgo in de Oude Hortus Botanicus Utrecht is een monumentale ginkgo of Japanse notenboom, die geplant is in de achttiende eeuw en die groeit in een hoek van de Oude Hortus Botanicus van de Universiteit Utrecht in de binnenstad van Utrecht. 
De Ginkgo biloba of Japanse notenboom in deze hortus "is wereldwijd bekend" en wordt wel aangemerkt als de oudste van Europa.
Het is een mannelijk exemplaar, waar een vrouwelijke tak in is geënt.

## De Oude Hortus
De oude ginkgo groeit in de zuidwesthoek van de Oude Hortus botanicus van de Universiteit Utrecht. Die hortus, waarvan de geschiedenis teruggaat tot 1639, ligt tussen de Nieuwegracht en de Lange Nieuwstraat, in het Museumkwartier. Dat is het zuidelijke deel van de oude binnenstad. 
De oude ginkgo is niet de enige Japanse notenboom in de Oude Hortus. Er staat nog een andere, langs het hoofdpad naar het hek aan de Nieuwegracht, die ruim honderd jaar jonger is.

## Japanse notenboom
De ginkgo wordt beschouwd als een levend fossiel. Het is de enige nog levende soort uit de orde der Ginkgoales, die maar één familie kent: de Ginkgoaceae. 
De Nederlandse naam "Japanse notenboom" is in die zin niet correct, daar de soort oorspronkelijk in het wild werd aangetroffen in China. Zo'n duizend jaar geleden werd de ginkgo naar Korea en Japan gebracht om daar te worden aangeplant als tempelboom.
Japanse notenbomen zijn tweehuizig. Er zijn dus mannelijke en vrouwelijke bomen. 
De Japanse notenboom in de Oude Hortus is een mannelijk exemplaar.
In de stam van de boom is rond 1830 een vrouwelijke tak geënt op ca. 10 meter hoogte. De bladeren van die tak verkleuren in de herfst enkele weken later dan de rest van de bladeren aan de oude boom.
De vruchten van de ginkgo verspreiden een vieze geur, die wel wordt vergeleken met "ranzige boter".
De oude ginkgo in de Oude Hortus van Utrecht trekt in het najaar de aandacht door de prachtige gele verkleuring van de bladeren.

## Ouderdom

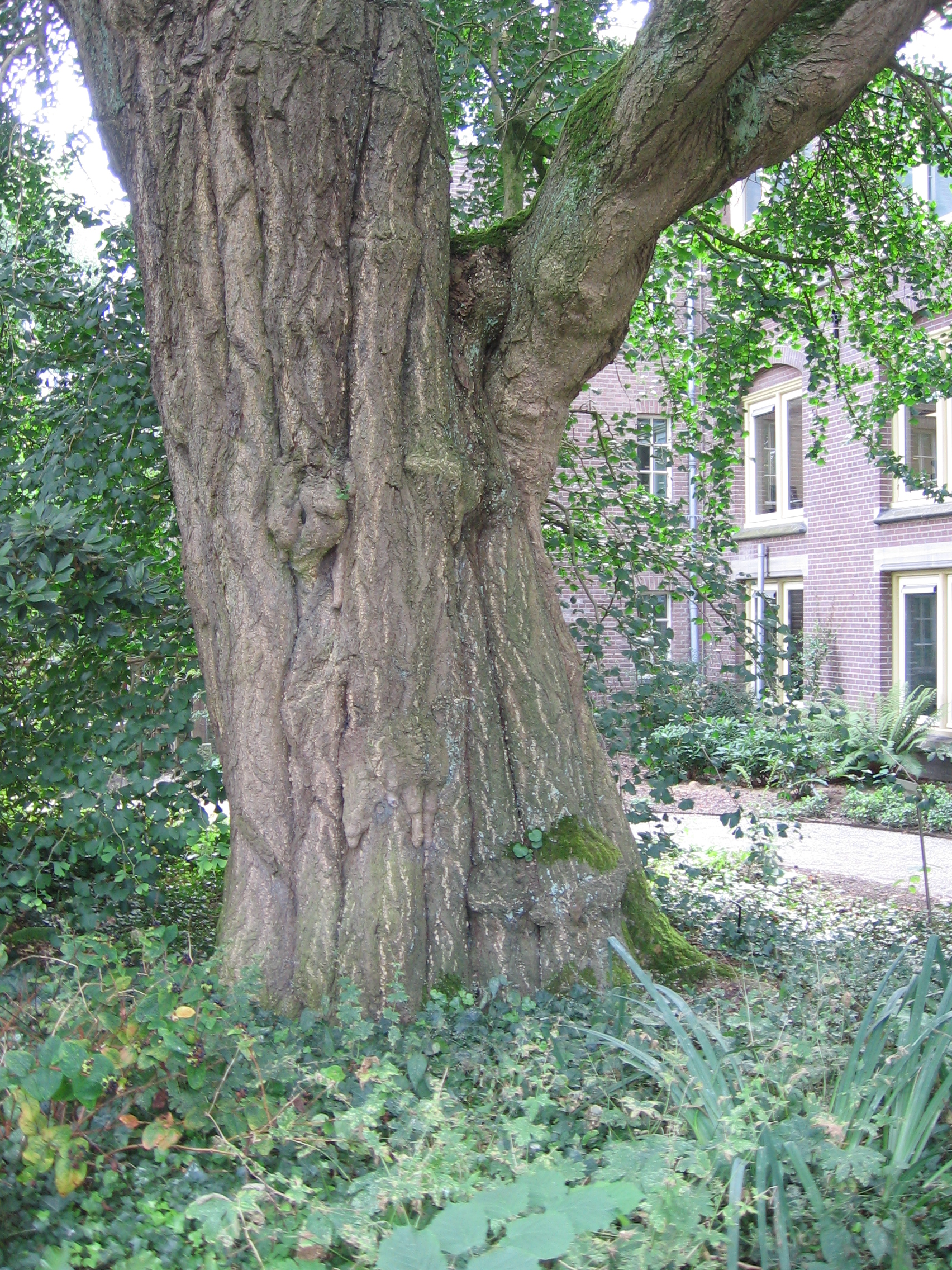
Stam van de Ginkgo, omtrek op borsthoogte in 2024 was 4,59 meter

Over de leeftijd van de oude ginkgo bestaan verschillende opvattingen.
Henry John Elwes en Augustine Henry zijn in hun zevendelige werk over de Trees of Great Britain & Ireland (1906–1913) heel stellig dat de eerste Europese introductie rond 1730 plaatsvond, in de Botanische Tuin van Utrecht.
Ook William Dallimore (1871–1959) laat in zijn in 1923 voor het eerst verschenen Handbook of Coniferae and Ginkgoaceae weinig ruimte voor twijfel: "de boom werd in 1730 in Europa geïntroduceerd, en werd het eerste geplant in de Botanische Tuin van Utrecht."
In een publicatie van de Vereniging Oud-Utrecht uit 2023 wordt geschreven dat van de oude ginkgo op grond van oude inventarislijsten wordt aangenomen, dat die rond 1730 geplant is.
Gerrit de Graaff noteerde in 1993 als plantjaar 1700-1750, en schreef: "De oudste ginkgo staat in Utrecht." Maar hij maakte wel enkele voorbehouden.
Bert Maes, de Utrechtse boomspecialist, geeft in 2010 als plantjaar 1770. Hij zegt: "Volgens overlevering zou zich in de oude universiteitstuin van Utrecht (…) de allereerste ginkgo bevinden die in Europa werd aangeplant." Hij zegt ook dat de boom "rond 1770 in een pot of kuip geplant (zou) kunnen zijn."
De beroemde botanicus Carl Linnaeus bezocht de hortus in Utrecht verschillende keren, tussen 1735 en 1737. Hij maakte geen melding van de ginkgo. Dat kan te maken hebben met het feit dat hij de soort nog niet kende. Hij beschreef de Ginkgo biloba pas in 1771 in zijn Mantissa plantarum altera.
In 1788 werd de ginkgo van de Oude Hortus voor het eerst beschreven, door de Duitse botanicus Ehrhart. Hij meldde toen dat de ginkgo enkele klafters (oude lengtemaat van ca. 1.80 m.) hoog was. Dat betekent dat de boom toen al minstens 3½ meter hoog moet zijn geweest, en waarschijnlijk hoger. Aangezien de ginkgo een langzame groeier is, betekent dat, dat hij daar al een behoorlijk aantal jaren moet hebben gestaan. Het is één van de mysteries rond deze boom: hoe kan het dat er niet eerder dan in 1788 melding van werd gemaakt?
In 1819 schreef de Oostenrijkse botanicus Joseph Franz von Jacquin dat de ginkgo in de Utrechtse hortus de grootste was die hij op al zijn reizen door Europa had gezien.
Veel twijfel is er over de vraag of de ginkgo van Geetbets (België) niet ouder is dan die in Utrecht. Hij heeft in ieder geval een grotere stamomvang.
Een enkele bron meent dat de ginkgo in de Leidse Hortus de oudste van Nederland is.
In de Royal Botanic Gardens, Kew (Engeland) is in 1754 een exemplaar geplant.

## Tegenwoordige toestand

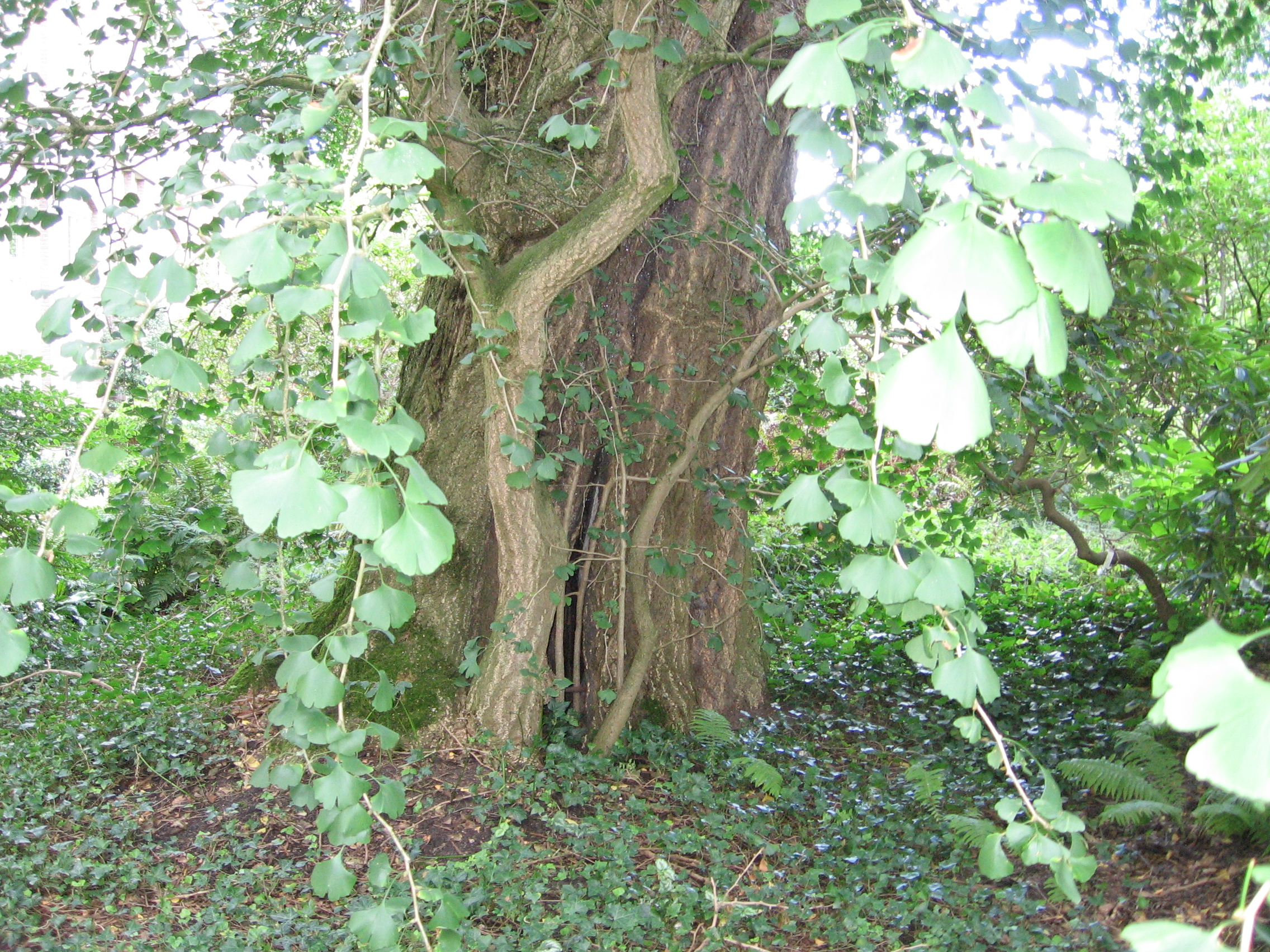
De holte in de stam lijkt zich niet uit te breiden, foto 2024

In 2015 had de oude ginkgo een stamomtrek van 4,30 meter op borsthoogte. De boom had toen een hoogte van 21,20 meter. De stamomtrek van de boom neemt, volgens recente waarnemingen, nog steeds toe.
De boom is in het verleden verschillende keren behandeld door boomverzorgers. Er werden kabels en trekstangen aangebracht, om te voorkomen dat de stam zou scheuren en zware zijtakken zouden afbreken. De boomverzorger J'ørn Copijn heeft in 1991 de boom behandeld, omdat er toen veel honingzwam aanwezig was. De boom heeft (organische) voeding gekregen, waardoor de vitaliteit sterk is verbeterd en de honingzwam is weggebleven. In 1991 werd ook een grote holte in de stam schoongemaakt, doorlucht, geïmpregneerd en gehecht. Daarna werd de boom drastisch gesnoeid. In de holte zijn dikke adventiefwortels gegroeid. De boom maakte in 2010 op Bert Maes de indruk van een "imposante holle boom met veel krachtige zijtakken". In 2017 vond opnieuw een onderzoek naar de gezondheid van de boom plaats, door boomtechnisch adviseur Simen Brunia. 
Toen in 2023 de oude hortus opnieuw opende, werd een speciale zeep gemaakt door "Werfzeep", een bedrijfje in Utrecht. Een van de bestanddelen van die zeep was blad van de oude ginkgo. De zeep kreeg de naam Salve!
De oranjerie van de Oude Hortus is in 2023 heropend als "Museumcafé Ginkgo."